# Benedetto Barberini
Benedetto Barberini (ur. 22 października 1788 w Rzymie, zm. 10 kwietnia 1863 tamże) – włoski kardynał.

## Życiorys
Był najmłodszym z dziesiątki dzieci księcia Palestriny Carla Marii Barberiniego i hrabiny Giustiny Borromeo Arese. W młodości został prałatem Jego Świątobliwości, a następnie protonotariuszem apostolskim. W marcu 1823 został prefektem Domu Papieskiego. 2 października 1826 został kreowany kardynałem in pectore. Jego nominacja na kardynała prezbitera została ogłoszona 15 grudnia 1828 (otrzymał kościół tytularny Santa Maria sopra Minerva). 28 listopada 1834 został prefektem Kongregacji ds. Kościelnych Immunitetów. Od 28 kwietnia 1844 do śmierci pełnił funkcję archiprezbitera bazyliki św. Jana na Lateranie. Od 20 kwietnia 1856 do 10 kwietnia 1863 pełnił rolę protoprezbitera, a w latach 1856–1857 – rolę kamerlinga Świętego Kolegium Kardynałów. Zmarł jako ostatni żyjący kardynał z nominacji Leona XII.